# كأس الأردن لكرة اليد
بطولة كأس الأردن لكرة اليد هي إحدى البطولات المنطوية تحت مظلة الاتحاد الأردني لكرة اليد في المملكة الأردنية الهاشمية، التي تلعب تحت مظلة الفيدرالية الاسيوية لكرة اليد، البطولة اتخذت اشكال عديدة ولكن الشكل المستقر لها هو بطولة على شكل مجموعات من فرق دوري الدرجة الممتازة في المملكة يتأهل منها فرق للدور الآخر وهكذا حتى المباراة النهائية. 
أنطلقت كأس الأردن في عام 1984 وحصل نادي عمان على لقب أول بطولة الذي كان متسيد كرة اليد الأردني في تلك الحقبة، البطولة لم تًقام بشكل منظم فقد الغيت في أكثر من مرة فبعد أول بطولة 84 انقطعت البطولة حتى عادت في عام 1988 ليحرز لقبها الثاني النادي العربي، وعادت لتتوقف في اعوام 1989-1990 قبل ان تعود 1991 ويحرز لقب النسخة الثالثة منها النادي العربي، ومن ثم انضم نادي السلط لقائمة الابطال حينما احرز لقب النسخة الرابعه منها 1992 وفي عام 1994 دخل النادي الأهلي ضمن سجلات البطولة وسجل أو لقب له في البطولة في عام 1994 , وسيطر على سجلات البطولة أندية (عمان - العربي- الاهلي - السلط - الحسين أربد)  سجل الابطال.

## سجل الأبطال
قائمة ابطال كأس الأردني لكرة اليد حسب المواسم.
| الموسم | البطل            | النتيجة   | الوصيف           | المدرب                                        |
| ------ | ---------------- | --------- | ---------------- | --------------------------------------------- |
| 1984   | نادي عمان        | غير معلوم | غير معلوم        | غير معلوم                                     |
| 1985   | لم تُقام البطولة  |           |                  |                                               |
| 1986   | لم تُقام البطولة  |           |                  |                                               |
| 1987   | لم تُقام البطولة  |           |                  |                                               |
| 1988   | النادي العربي    | غير معلوم | غير معلوم        | غير معلوم                                     |
| 1989   | لم تُقام البطولة  |           |                  |                                               |
| 1990   | لم تُقام البطولة  |           |                  |                                               |
| 1991   | النادي العربي    | غير معلوم | غير معلوم        | غير معلوم                                     |
| 1992   | نادي السلط       | غير معلوم | غير معلوم        | غير معلوم                                     |
| 1993   | نادي السلط       | غير معلوم | غير معلوم        | غير معلوم                                     |
| 1994   | النادي الأهلي    | غير معلوم | غير معلوم        | ظافر صاحب                                     |
| 1995   | النادي الأهلي    | غير معلوم | غير معلوم        |                                               |
| 1996   | النادي الأهلي    | غير معلوم | غير معلوم        |                                               |
| 1997   | لم تُقام البطولة  |           |                  |                                               |
| 1998   | النادي الأهلي    | غير معلوم | غير معلوم        |                                               |
| 1999   | لم تُقام البطولة  |           |                  |                                               |
| 2000   | النادي الأهلي    | غير معلوم | غير معلوم        |                                               |
| 2001   | نادي الحسين أربد | غير معلوم | غير معلوم        |                                               |
| 2002   | النادي الأهلي    | غير معلوم | غير معلوم        |                                               |
| 2003   | نادي السلط       | غير معلوم | غير معلوم        |                                               |
| 2004   | نادي السلط       | غير معلوم | غير معلوم        |                                               |
| 2005   | نادي السلط       | غير معلوم | غير معلوم        |                                               |
| 2006   | النادي الأهلي    | 29 - 28   | نادي الحسين أربد | [ 2 ]                                         |
| 2007   | النادي الأهلي    | غير معلوم | غير معلوم        |                                               |
| 2008   | النادي الأهلي    | 36 - 32   | نادي الحسين أربد | [ 3 ]                                         |
| 2009   | النادي الأهلي    | 30 - 30   | نادي السلط       | المباراة لم تكتمل والاتحاد اعتبر الاهلي فائزاً |
| 2010   | نادي السلط       | غير معلوم | غير معلوم        |                                               |
| 2011   | نادي السلط       | غير معلوم | غير معلوم        |                                               |
| 2012   | النادي الأهلي    | غير معلوم | غير معلوم        |                                               |
| 2013   | النادي الأهلي    | غير معلوم | غير معلوم        |                                               |
| 2014   | لم تُقام البطولة  |           |                  |                                               |
| 2015   | النادي الأهلي    | 27 - 24   | نادي الحسين أربد | تيسير المنسي                                  |
| 2016   | لم تُقام البطولة  |           |                  |                                               |
| 2017   | لم تُقام البطولة  |           |                  |                                               |
| 2018   | نادي السلط       | 22 - 19   | النادي الأهلي    | عصام السحار                                   |

| النادي        | عدد البطولات | المواسم                                                                                    |
| ------------- | ------------ | ------------------------------------------------------------------------------------------ |
| النادي الأهلي | 13           | 1994 , 1995 , 1996 , 1998 , 2000 , 2002 , 2006 , 2007 , 2008 , 2009 , 2012 , 2013 , 2015 , |
| نادي السلط    | 8            | 1992 , 1993 , 2003 , 2004 , 2005 ,2010 ,2011 , 2018                                        |
| العربي        | 2            | 1988 , 1991                                                                                |
| عمان          | 1            | 1984                                                                                       |
| الحسين اربد   | 1            | 2001                                                                                       |

## مواضيع ذات صلة
- الدوري الأردني لكرة اليد
- الاتحاد الأردني لكرة اليد